# Ras dels Cortalets
El Ras dels Cortalets és una collada plana enlairada a 2.048,3 m alt del límit dels termes comunals d'Estoer i Taurinyà, tots dos de la comarca del Conflent, a la Catalunya del Nord.
És a prop de l'extrem sud-oest del terme d'Estoer i al sud-est del de Taurinyà. És al sud-oest del Pas de les Truges i al nord-est del Xalet dels Cortalets. Hi passa el camí de muntanya conegut com el Balcó del Canigó.